# 清朝野史大觀
《清朝野史大觀》，共12卷，小橫香室主人撰。民国五年（1916年）出版。

## 內容架構
《清朝野史大觀》收錄「清宮遺聞」、「清朝史料」、「清人逸事」、「清朝藝苑」、「清代述異」共五輯，書中涉及清代社会各阶层人物，上至帝王將相，下至販夫走卒。由清代150餘种笔记野史辑录而成。1916年由上海中華書局印行。李秉有新校點本。